# Jaguares (groupe)
Pour les articles homonymes, voir Jaguares.
Jaguares est un groupe de rock mexicain, originaire de Mexico. Il est formé en 1996 et devenu inactif en 2010.

## Biographie
Jaguares est formé après la séparation de Caifanes, en raison des divergences entre Saúl Hernández et Alejandro Marcovich. Plutôt que de commencer une carrière solo, Hernández (chant) décide de former un autre groupe. Pour des raisons judiciaires, le nom de Caifanes est devenu inutilisable dans le nouveau projet, est Jaguares est donc choisi à la place. Cependant, les droits d'auteur de plusieurs morceaux de Caifanes sont conservés et réutilisés par les Jaguares.
La première formation du groupe se compose des membres de La Suciedad de las Sirvientas Puercas ; José Manuel Aguilera à la guitare solo, et Federico Fong à la basse. La première production, El Equilibrio de los jaguares, est publiée en 1996,. Dans cet album, la voix chirurgicalement modifiée de Hernández est appréciée. Cependant, l'album est considéré comme l'un des meilleurs du groupe, et du genre au Mexique. Les chansons les plus connues incluent : Detrás de los cerros, Nunca te doblarás et Dime jaguar. Hernández s'associe également au chanteur de raï algérien Cheb Khaled pour enregistrer le duo bilingue espagnol-arabe Ki Kounti.
Leur deuxième album, Bajo el azul de tu misterio (1999), se compose de deux disques ; l'un avec des enregistrements live de leurs meilleurs morceaux, et l'autre avec 10 morceaux studio, enregistré entre mars et avril 1999. Il comprend le morceau Tú, écrit par Raul et Irma Hernández, les neveux de Saúl. Plus tard, avec une formation stable (Saúl Hernández, César López et Alfonso André), le groupe lance trois autres albums. En 2001, ils publient l'album Cuando la sangre galopa. Il est bien accueilli par la presse spécialisée, notamment par AllMusic. 
En 2002 sort El Primer instinto, composé de versions acoustiques de chansons de Caifanes et Jaguares, et de deux nouvelles chansons : Arriésgate et No importa. La couverture est réalisée par Juan Gabriel. Crónicas de un laberinto est le cinquième album du groupe ; il sort en 2005 et est plus orienté rock électronique, ce qui n'était pas proprement promu par son label ; la même année, la compilation intitulée De Caifanes a Jaguares sort, et comprend les chansons les plus populaires des débuts de Caifanes et plus tard de Jaguares.
Le 29 août 2008, Jaguars publie son dernier album studio, intitulé 45. Avec cet album, le groupe se voit décerner le Grammy Award dans la catégorie du « meilleur album alternatif ou de rock » le 8 février 2009, et est nommé pour un Premio Grammy Latino,.
Le groupe devient inactif dès 2010 devant le désir de Saúl Hernández de continuer sa carrière solo et après avoir officialisé le retour de Caifanes. 

## Discographie
- 1996 : El Equilibrio de los jaguares (BMG/RCA)
- 1999 : Bajo el azul de tu misterio (BMG/RCA)
- 2001 : Cuando la sangre galopa (BMG/RCA)
- 2002 : El Primer instinto (BMG/RCA)
- 2005 : Crónicas de un laberinto (Sony/BMG)
- 2008 : 45 (EMI)